# Chincanaque de Pinabeta
Chincanaque de Pinabeta är en ort i Mexiko.   Den ligger i kommunen Motozintla och delstaten Chiapas, i den sydöstra delen av landet, 900 km sydost om huvudstaden Mexico City. Chincanaque de Pinabeta ligger 2 342 meter över havet och antalet invånare är 101.
Terrängen runt Chincanaque de Pinabeta är huvudsakligen bergig, men den allra närmaste omgivningen är kuperad. Runt Chincanaque de Pinabeta är det ganska tätbefolkat, med 172 invånare per kvadratkilometer. Närmaste större samhälle är Motozintla de Mendoza, 16,1 km norr om Chincanaque de Pinabeta. I omgivningarna runt Chincanaque de Pinabeta växer i huvudsak städsegrön lövskog.